# 카트리나 보든
카트리나 보든(Katrina Bowden, 1988년 8월 19일~)은 미국의 배우이다.

## 출연 작품
- 본 어 챔피언 (2021)
- 더 그레이트 샤크 (2021)
- 헌터스 문 (2020)
- 피쉬보울 캘리포니아 (2018)
- 나는 용의자가 되었다 (2017)
- 더 디보스 파티 (2017)
- 하드 셀 (2016)
- 모놀리스 (2016)
- 퍼블릭 모럴스 (2015)
- A True Story (2013)
- 무서운 영화 5 (2013)
- 너스 3D (2012)
- 악령의 재림 (2012)
- 아메리칸 파이: 19금 동창회 (2012)
- 피라냐 3DD (2011)
- 터커 & 데일 Vs 이블 (2010)
- 숏컷(영어판) (2009)
- 섹스 드라이브 (2008)

### 텔레비전
- 성범죄수사대: SVU (2006)
- 원 라이프 투 리브 (2006)
- 30 ROCK (2006-13)
- 사이크 (2007)
- 어글리 베티 (2010)
- 뉴 걸 (2012)
- 더 볼드 앤 더 뷰티풀 (2019-21)
- 더 영 앤 더 레스트리스 (2021)